# 埃托利亞的皮耳里阿斯
埃托利亚的皮耳里阿斯，是一位埃托利亚同盟的将军。在同盟者戰爭（即发生在220-217BC的马其顿与亞該亞同盟一起反对埃托利亚的战争）期间被所属城邦公民派出，在伊利斯指挥作战。在那他利用了腓力五世的缺席，和亞該亞的統帥厄帕拉圖斯（Eperatus）的无能，使得他能迅速入侵亞該亞同盟的领土。在帕拉采孔山（Mount Panachaikon）上修筑了城防后，他使得整个萊辛諾（Rhion）和艾吉奥（Aigio）被毁坏一空。
第二年（前217年）他和斯巴達國王賴庫爾戈斯（Lykourgos），商议了一个入侵美塞尼亚的計畫。然而，在计划实施过程中失败了，因為在他和莱库古会合之前他便被基帕里夏人（Kyparissia）所驱逐。他因此返回伊利斯，但伊利斯人对他的行為不再感到满意，不久他就被埃托利亚人所召回，他所留下的职位也被欧里庇得斯所取代。
后来他成为了埃托利亚同盟的統帥，同年（前208年）这项頭銜作为荣誉称号授予了帕加马國王阿塔罗斯一世。这年春天他率领一支军队向拉米亚前进，來阻止腓力五世向伯罗奔尼撒的進軍。儘管得到了来自帕加马的辅助军队和罗马共和国資深執政官普布利烏斯·蘇爾皮基烏斯·加爾巴·馬克西姆斯（publius sulpicius Galba Maximus）的支援，但在他仍被腓力连续擊敗两次（第一次 和第二次拉米亞戰役），被迫退到拉米亚城墙之内。
皮耳里阿斯也是一个埃托利亚奥运会跑步冠军，他在前200年夺得，這根据該撒利亞的優西比烏的《紀年史》。